# Чемпионат мира по бобслею 1939
8-й чемпионат мира по бобслею и скелетону прошёл 1 февраля 1939 года в городах Санкт-Морице (соревнования проходили в мужских двойках) и в Кортине-д’Ампеццо (соревнования проходили в мужских четвёрках). Это был последний чемпионат мира, который прошёл отдельно в чётвёрках и двойках в разных городах.

## Соревнование двоек
| Золото                   | Серебро                   | Бронза                  |
| Рене Лунден, Джинс Куупс | Бибо Фишер, Рольф Тиелеке | Ханнс Килиан, Schletter |

## Соревнование четвёрок
| Золото                                                       | Серебро                                         | Бронза                                                         |
| Йозеф Берли, Фриц Файерабенд, Хайнц Каттани, Альфонс Хёрнинг | Фредерик МакЭвой, Hoard, Чарльз Грин, Critchley | Ханнс Килиан, Вернер Вайндхаус, Бобби Браумиллер, Франц Кемсер |

## Медальный зачёт
| Место | Страна         | Золото | Серебро | Бронза | Всего |
| ----- | -------------- | ------ | ------- | ------ | ----- |
| 1     | Бельгия        | 1      | 0       | 0      | 1     |
| -     | Швейцария      | 1      | 0       | 0      | 1     |
| 3     | Германия       | 0      | 2       | 1      | 3     |
| 4     | Великобритания | 0      | 1       | 0      | 1     |